# 莫洛衝突
摩洛衝突，是菲律賓棉蘭老島地區的伊斯蘭叛亂，由1969年開始持續至2019年。
由於1935年菲律賓政府的重新安置政策使摩洛人開始邊緣化，到1969年，菲律賓政府和摩洛穆斯林反叛團體之間出現了政治緊張局勢和公開敵對行動。正在發展的摩洛人叛亂是由賈比達大屠殺引發的，該大屠殺導致60名菲律賓穆斯林突擊隊員被殺，計劃奪回馬來西亞沙巴州東部地區。作為回應，菲律賓大學教授努·密蘇阿里成立了摩洛民族解放陣線（MNLF），這是一個武裝叛亂組織，致力於建立一個由棉蘭老島，蘇祿和巴拉望島組成的獨立政治實體。在過去幾年中，MNLF分裂成幾個不同的團體，包括摩洛伊斯蘭解放陣線（摩洛伊斯蘭解放陣線），該集團希望在菲律賓建立一個伊斯蘭國家。摩洛叛亂根植於邦薩摩洛人民反對外國統治的長期抵抗歷史，可追溯到1898年美國吞併菲律賓，從那以後，摩洛人就抵抗菲律賓政府。
傷亡統計數據因衝突而異。然而，烏普薩拉衝突數據計劃的保守估計表明，菲律賓政府與阿布沙耶夫，摩洛伊斯蘭解放陣線等各派系在1989年至2012年間的武裝衝突中至少有6,015人喪生。
2019年杜特尔特领导的菲律宾政府与摩洛人达成协议，成立邦薩摩洛自治區，武装组织缴械解散。

## 外部連結
- Moro National Liberation Front
- Moro Bloggers